# هاروکا هیروتسو
هاروکا هیروتسو (انگلیسی: Haruka Hirotsu؛ زادهٔ ۲۹ اکتبر ۲۰۰۰) بازیکن راگبی ۷ نفره اهل ژاپن است.